# Список людей з шизофренією
Це список померлих або нині живих людей з посиланнями на перевірні джерела, які асоціюють їх з шизофренією, або на основі власних публічних заяв, або (лише для померлих) повідомлень сучасників чи посмертних діагнозів шизофренії. Слід пам'ятати, що шизофренія може мати різний ступінь тяжкості.
Щодо посмертних діагнозів: лише деякі відомі люди, як вважають, мали шизофренію. Більшість з них діагностовано на підставі свідчень у власних працях і свідчень сучасників, які їх знали. Крім того, особи до ХХ-го століття можуть мати неповний або ретроспективний діагноз шизофренії.

## А
- Едвард Чарлз Аллавей — американський вбивця, який здійснив різанину в Університеті штату Каліфорнія (Фуллертон)[en] 1976 року[1]
- Джеффрі Аренбург[en] — канадський вбивця хокеїста Браяна Сміта[en][2]
- Антонен Арто — французький драматург, поет, есеїст, актор та театральний режисер, творець театру жорстокості[en][3]
- Гарун Рашид Асват[en] — британський послідовник екстремістського Ісламського священнослужителя Абу Хамза аль-Масрі[en]; визнав себе винним в американському суді в наданні матеріальної підтримки[en] організації Аль-Каїда[4][5]
- Натаніел Аєрс[en] — американський музикант[6]

## Б
- Роберт Вальзер — швейцарський письменник, якому поставили діагноз кататонічна шизофренія[7]
- Костянтин Батюшков — російський поет 19-го століття[8]
- Герб Баумейстер[en] — американський підозрюваний серійний убивця[9]
- Естель Беннет[en] — американська співачка, учасниця гурту The Ronettes[10]
- Кет Б'єлланд[en] — американська музикантка, учасниця гурту Babes in Toyland (шизоафективний розлад)[11]
- Артур Біспо до Розаріо[en] — бразильський маргінальний художник (1909—1989)[12]
- Нік Блінко[en] — британський художник і панк-музикант: співак, автор текстів і гітарист гурту Rudimentary Peni (шизоафективний розлад)[13]
- Бадді Болден[en] — американський музикант, один із родоначальників джазу[14]
- Клара Боу — американська голлівудська flapper акторка і «It Girl» 1920-х років[15]
- Річард Бротіґан — американський романіст, поет і автор оповідань[16]

## В
- Вінсент ван Гог — голландський візуальний митець/художник (з шизофренією і/або біполярним афективним розладом)[17]
- Абі Варбург — німецький історик мистецтва та теоретик культури, якому поставили діагноз шизофренія та біполярний афективний розлад[18]
- Луїс Вейн — британський митець[19]
- Ганна Вейнер — американська поетка-ясновидиця[20]
- Лаурі Віїта[ru] — фінський поет і письменник[21]
- Карл Марія Вілігут — австрійський бригадефюрер СС і окультист[22]
- Веслі Вілліс[en] — американський музикант і митець[23]
- Адольф Вольфлі[en] — швейцарський художник[24]
- Батч Воррен[en] — американський джазовий контрабасист[25]

## Г
- Євген Габричевський[en] — російський художник і мікробіолог[26]
- Тед Гердестад[en] — шведський музикант (взяв участь у Євробаченні 1979)[27]
- Джим Гордон[en] — американський барабанщик, учасник гурту Derek and the Dominos; вбив свою матір[28]
- Даррел Геммонд[en] — американський комік, актор Суботнього вечора в прямому ефірі[29]
- Майкл Гокінс[en] — американський актор; якому поставили діагноз шизофренія та біполярний афективний розлад[30]
- Девід Гелфготт[en] — австралійський піаніст (шизоафективний розлад)[31]
- Пауль Гош[en] — німецький митець і архітектор[32]
- Джон Гінклі-молодший[en] — американський невдалий вбивця[33]
- Адель Гюго — дочка французького письменника Віктора Гюго; про неї розповідається у фільмі Історія Адель Г.[en][34]

## Ґ
- Ед Ґейн — американський вбивця та крадій трупів

## Д
- Террі Девіс — американський програміст і влогер[35]
- Деніел Джонстон[en] — американський митець і музикант[36]
- Філіп Дік — американський науковий фантаст, діагноз ставлять під сумнів[37]
- Джон Дюпон — американський мільйонер і тренер з боротьби, який убив борця Дейва Шульца[en][38]

## Е
- Вілл Елліот[en] — австралійський письменник[39]
- Рокі Еріксон — американський рок-музикант, засновник гурту The 13th Floor Elevators[40]

## Є
- Сігрід Єртен[pl] — шведська художниця[41]

## К
- Ууно Кайлас — фінський поет[42]
- Каміла Клодель — французька скульпторка 19-го століття[43]
- Марій Когой[en] — словенський композитор[44]
- Алоїз Корбаз[en] — швейцарська художниця[45]
- Тівадар Чонтварі Костка — угорський художник[46]
- Рональд Крей — англійський ганґстер, відомий у 1950-60-х роках[47]

## Л
- Вероніка Лейк — американська голівудська акторка 1940-х років[48]
- Джейк Ллойд — колишній американський актор, який зіграв Енакіна Скайвокера в «Прихованій загрозі»[49]
- Ельфріде Лозе-Вехтлер — німецька художниця-авангардистка[50]

## М
- Вільям Честер Майнор[en] — американський убивця і дописувач Оксфордського словника англійської мови[51]
- Одрі Мансон — американська модель і акторка, «перша супермодель Америки»[52]
- Агнес Мартін — канадсько-американська абстрактна художниця[53]
- Руфус Мей[en] — британський клінічний психолог[54]
- Чарлз Менсон — американський убивця і фолк-рок музикант[55]

## Н
- Вашішта Нараян Сінгх[en] — індійський математик[56]
- Август Наттерер[en] — німецький художник[57]
- Еміль Нелліган[en] — франко-канадський поет[58]
- Джон Неш — американський економіст і математик, лауреат нобелівської премії з економіки[59]
- Вацлав Ніжинський — російський танцівник балету і хореограф[60]

## О
- Джон Огдон — англійський піаніст і композитор[61]
- Джеремі Окслі[en] — австралійський музикант і учасник Sunnyboys[62]

## П
- Бад Павелл — американський джазовий піаніст[63]
- Бетті Пейдж — американська пінап-модель[64]
- Роберт Пірсіг[en] — американський письменник і філософ[65]

## Р
- Джоуї Рамон — лід-вокаліст американського гурту Ramones[66]
- Якоб Ленц[en] — німецький письменник руху 18-го століття Буря і натиск[67]
- Даррен Рейні[en] — американський ув'язнений, який помер у Виправному закладі Дейд[en] після того, як тюремна охорона залишила його на дві години під дуже гарячим душем[68]
- Кетрін Рутледж[en] — британська археолог[69]

## С
- Елен Сакс — американська професор права і письменниця, дослідниця шизофренії[70][71]
- Валері Соланас — американська радикальна феміністка, яка вчинила замах на митця Енді Воргола[72]
- Ненсі Спанджен[ru] — американська панк-ікона[73]

## Т
- Талал — король Йорданії (упродовж року)[74]
- Джин Тірні — американська акторка[75]
- Келлі Томас[en] — американський громадянин, побитий до смерті поліцейськими, які залишились без покарання[76]

## Ф
- Френсіс Фармер — американська голівудська акторка, якій ставили різні діагнози: шизофренія, біполярний афективний розлад, множинна особистість і депресія[77]
- Павло Федотов — російський художник 19-го століття[78]
- Зельда Фіцджеральд — американська письменниця, танцівниця та мисткиня[79]
- Вайлд Мен Фішер[en] — американський музикант, якому поставили діагноз параноїдальна шизофренія та біполярний афективний розлад[80]

## Ц
- Уніка Цюрн — німецька художниця[81]

## Ш
- Інґо Швіхтенберґ — німецький барабанщик павер-метал гурту Helloween[82]
- Даніель Пауль Шребер[en] — німецький суддя, письменник і відомий пацієнт Фрейда[83]
- H.R.[en] — американський музикант, вокаліст Bad Brains[84]
- Ol' Dirty Bastard — американський репер, один із засновників гурту Wu-Tang Clan[85]